# My Piscis Austrini
My Piscis Austrini (μ Piscis Austrini, förkortat My PsA, μ PsA) som är stjärnans Bayerbeteckning, är en ensam stjärna belägen i den mellersta delen av stjärnbilden Södra fisken. Den har en skenbar magnitud på 4,49 och är synlig för blotta ögat där ljusföroreningar ej förekommer. Baserat på parallaxmätning inom Hipparcosuppdraget på ca 24,0 mas, beräknas den befinna sig på ett avstånd på ca 136 ljusår (ca 42 parsek) från solen. 

## Egenskaper
My Piscis Austrini är en blå till vit underjättestjärna av spektralklass A1.5 IVn. Den har massa som är ca 2,1 gånger större än solens massa, en radie som är ca 2,1 gånger större än solens och utsänder från dess fotosfär ca 25 gånger mera energi än solen vid en effektiv temperatur av ca 9 000 K.
My Piscis Austrini roterar snabbt med en projicerad rotationshastighet på 308 km/s, vilket ger stjärnan en något tillplattad form med en ekvatorialradie som är ca 23 procent större än polarradien. Röntgenstrålning med en styrka på 89,6 × 1027 erg/s har upptäckts från stjärnan. Denna kan komma från en oupptäckt följeslagare, eftersom stjärnor av spektraltyp A inte förväntas vara en källa till röntgenstrålning.